# Diget (gods)
 For alternative betydninger, se Diget. (Se også artikler, som begynder med Diget)
Diget er dannet ved sammenlægning af 3 store bøndergårde. Gården ligger i Hårslev Sogn, Skovby Herred, Odense Amt, Søndersø Kommune. Hovedbygningen er opført i 1879
Diget Gods er på 199 hektar

## Ejere af Diget
- (1880-1903) Niels Larsen
- (1903-1907) L. A. Berg / J. J. From
- (1907-1927) J. J. From
- (1927-1934) C. Christensen
- (1934-1970) J. Lunnbjerg Sørensen
- (1970-2000) K. A. Lunnbjerg Sørensen
- (2000-2010) Hans Jacob Lunnbjerg Sørensen
- (2010-2018) Diget Landbrug A/S
- (2018-2023) A. Kristensen / K. A. Kristensen
- (2024-) K. A. Kristensen